# 韩苞
韓苞（？—361年），五胡十六国時代前燕人物。
韓苞在前燕担任督護。361年二月，平陽人归降前燕，皇帝慕容暐任命建威将軍段刚为平陽郡太守，再派韓苞率兵与他共守平陽郡。九月，并州刺史張平背叛前燕，攻打平陽。平陽陷落，段刚、韩苞一同被杀。前秦攻打張平，前燕以張平反复无常，没有援助，张平于是被前秦所灭。